# Delvauxite
La delvauxite, également connue sous le nom de delvauxine ou borickite, est un minéral amorphe jaune à brun voire brun foncé, formant parfois une masse botryoïdale et pouvant également former des stalactites. Sa formule chimique est CaFe4(PO4,SO4)2(OH)8•(4-6)H2O.
La delvauxite est décrite pour la première fois en 1838 par le géologue belge André Hubert Dumont devant la Société géologique de France et dédiée au chimiste Charles Delvaux de Fenffe (1782–1863) qui en a déterminé la composition chimique.
La delvauxite a été trouvée à Bernau, Liège, Belgique et Středočeský, République tchèque.